# Jeux européens en salle 1969
Navigation
Édition précédente Édition suivante
Les 4e Jeux européens en salle sont une compétition d’athlétisme qui s’est déroulée les 8 et 9 mars 1969 au Palais Lodowy de Belgrade, en Yougoslavie. 21 épreuves figurent au programme (13 masculines et 8 féminines).

## Résultats

### Hommes
| Épreuves           | Or                                                                       | Argent                                    | Bronze                                 |
| 50 m               | Zenon Nowosz (POL) 5 s 8                                                 | Valeriy Borzov (URS) 5 s 8                | Bob Frith (GBR) 5 s 8                  |
| 400 m              | Jan Balachowski (POL) 47 s 3                                             | Jan Werner (POL) 47 s 4                   | Yuriy Zorin (URS) 47 s 4               |
| 800 m              | Dieter Fromm (GDR) 1 min 46 s 6                                          | Henryk Szordykowski (POL) 1 min 47 s 1    | Noel Carroll (IRL) 1 min 47 s 6        |
| 1 500 m            | Edgard Salvé (BEL) 3 min 45 s 9                                          | Knut Brustad (NOR) 3 min 46 s 2           | Walter Wilkinson (GBR) 3 min 46 s 4    |
| 3 000 m            | Ian Stewart (GBR) 7 min 55 s 4                                           | Javier Álvarez Salgado (ESP) 7 min 56 s 2 | Werner Girke (FRG) 7 min 56 s 8        |
| 50 m haies         | Alan Pascoe (GBR) 6 s 6                                                  | Werner Trzmiel (FRG) 6 s 6                | Nicolae Pertea (ROU) 6 s 7             |
| Relais 4 × 2 tours | Pologne 3 min 01 s 9                                                     | Union soviétique 3 min 01 s 9             | Allemagne de l'Ouest 3 min 04 s 5      |
| Relais 3 × 1 000 m | Allemagne de l'Ouest Anton Adam Walter Adams Harald Norpoth 7 min 08 s 0 | Tchécoslovaquie 7 min 23 s 1              | Yougoslavie 7 min 42 s 8               |
| Saut en hauteur    | Valentin Gavrilov (URS) 2,14 m                                           | Henry Elliot (FRA) 2,14 m                 | Serban Ioan (ROU) 2,14 m               |
| Saut à la perche   | Wolfgang Nordwig (GDR) 5,20 m                                            | Gennadiy Bliznetsov (URS) 5,10 m          | Joachim Bär (GDR) 5,10 m               |
| Saut en longueur   | Klaus Beer (GDR) 7,77 m                                                  | Lynn Davies (GBR) 7,76 m                  | Rafael Blanquer (ESP) 7,63 m           |
| Triple saut        | Nikolay Dudkin (URS) 16,73 m                                             | Zoltán Cziffra (HUN) 16,46 m              | Carol Corbu (ROU) 16,20 m              |
| Lancer du poids    | Heinfried Birlenbach (FRG) 19,51 m                                       | Hartmut Briesenick (GDR) 19,19 m          | Heinz-Joachim Rothenburg (GDR) 18,69 m |

### Femmes
| Épreuves          | Or                               | Argent                              | Bronze                           |
| 50 m              | Irena Szewinska (POL) 6 s 4      | Sylviane Telliez (FRA) 6 s 5        | Madeleine Cobb (GBR) 6 s 5       |
| 400 m             | Colette Besson (FRA) 54 s 0      | Christel Frese (FRG) 54 s 8         | Rosemary Stirling (GBR) 54 s 8   |
| 800 m             | Barbara Wieck (GDR) 2 min 05 s 3 | Magdolna Kulcsár (HUN) 2 min 07 s 5 | Anna Zimina (URS) 2 min 08 s 0   |
| 50 m haies        | Karin Balzer (GDR) 7 s 2         | Meta Antenen (SUI) 7 s 3            | Christine Perera (GBR) 7 s 4     |
| Relais 4 × 1 tour | France 1 min 34 s 3              | Union soviétique 1 min 34 s 6       | Yougoslavie 1 min 36 s 9         |
| Saut en hauteur   | Rita Schmidt (GDR) 1,82 m        | Yordanka Blagoeva (BUL) 1,82 m      | Antonina Lazareva (URS) 1,79 m   |
| Saut en longueur  | Irena Szewinska (POL) 6,38 m     | Sue Scott (GBR) 6,18 m              | Meta Antenen (SUI) 6,15 m        |
| Lancer du poids   | Marita Lange (GDR) 17,52 m       | Ivanka Khristova (BUL) 16,94 m      | Ingeburg Friedrich (GDR) 16,42 m |

## Tableau des médailles
| Rang | Nation               | Or | Argent | Bronze | Total |
| ---- | -------------------- | -- | ------ | ------ | ----- |
| 1    | Allemagne de l'Est   | 7  | 1      | 3      | 10    |
| 2    | Pologne              | 6  | 3      | 0      | 9     |
| 3    | Union soviétique     | 4  | 4      | 3      | 11    |
| 4    | Royaume-Uni          | 2  | 2      | 5      | 9     |
| 5    | Allemagne de l'Ouest | 2  | 2      | 2      | 6     |
| 6    | France               | 2  | 2      | 0      | 4     |
| 7    | Belgique             | 1  | 0      | 0      | 1     |
| 8    | Bulgarie             | 0  | 2      | 0      | 2     |
| 8    | Hongrie              | 0  | 2      | 0      | 2     |
| 10   | Espagne              | 0  | 1      | 1      | 2     |
| 10   | Suisse               | 0  | 1      | 1      | 2     |
| 12   | Tchécoslovaquie      | 0  | 1      | 0      | 1     |
| 12   | Norvège              | 0  | 1      | 0      | 1     |
| 14   | Roumanie             | 0  | 0      | 3      | 3     |
| 14   | Yougoslavie          | 0  | 0      | 3      | 3     |
| 16   | Irlande              | 0  | 0      | 1      | 1     |